# Olaus
Mansnamnet Olaus är en latinsk form av Olav eller Olof.
Tidigare stod det endast Olaus Petri i almanackan den 19 april, men Olaus las till 1986 och Ola, som är en variant av namnet tillkom 1993. 
Namnet är mycket ovanligt.
31 december 2009 fanns det totalt 325 personer i Sverige med namnet Olaus, varav 18 med det som tilltalsnamn.
År 2003 fick 5 pojkar namnet, men ingen fick det som tilltalsnamn.
Namnsdag: 19 april.

## Personer med namnet Olaus
- Olaus Brännström (1919-2008), biskop i Luleå stift 1980-1986, far till generalmajor Anders Brännström.
- Olaus Petri (1493-1552), reformator, humanist och historiker
- Olaus Magnus (1490-1557), präst, diplomat, humanist, etnolog och kartograf